# Ardalan Shekarabi
Ardalan Shekarabi (né le 28 novembre 1978 à Manchester, Royaume-Uni) est un juriste et homme politique suédois, membre du Parti social-démocrate suédois des travailleurs.

## Biographie
Ardalan Shekarabi grandit à Chahriar, dans la province de Téhéran, en Iran. Il déclare être arrivé en Suède en 1989 avec sa mère en tant que réfugié politique et que, après que leur demande d'asile a été refusée, il vit comme sans papier. Il obtient en 1991 une autorisation de séjour pour raisons humanitaires.
Après des études secondaires à l'école Vasa de Gävle, il étudie à la faculté de droit de l'université d'Uppsala, dont il obtient un doctorat en droit en 2013. En 1993, il rejoint la Ligue de jeunesse social-démocrate de Suède (en) (SSU) devient actif dans la branche locale du comté de Gävleborg. Il devient président de l'organisation régionale de la SSU en Uppland et responsable du conseil national de la SSU. Il est également président de la revue du mouvement, Tvärdrag de 2002 à 2003. Il travaille à l'Institut coopératif et au ministère de la Justice, où il est auteur pour Thomas Bodström. Au congrès de la SSU à Karlstad en août 2003, Ardalan Shekarabi est élu à l'unanimité comme président de la ligue pour succéder à Mikael Damberg.
Il devient en octobre 2014 le ministre de l'Administration publique du gouvernement Löfven. À ce poste, il propose en 2018 une régulation des profits des friskolor (établissements privés réalisant pour certains de substantiels profits grâce aux subventions publiques) : « Nous ne voulons pas interdire les bénéfices, mais les limiter. Nous devons faire avec la réalité d’aujourd’hui. Nous nous trouvons face à de puissants lobbys qui font tout pour éviter une limitation. ». Le projet de loi est toutefois bloqué par la majorité conservatrice au Parlement.
Il vit à Knivsta. Il est membre du Riksdag depuis 2013.